# 佩托拉扎格里马尼
佩托拉扎格里马尼是意大利威尼托大区罗维戈省的一个镇，人口约1700（2004年）。该地区距威尼斯的西南约40（25英里）。